# Dryandra
Dryandra es un antiguo género de plantas de la familia Proteaceae, que se fusionó en 2007 con el género Banksia sobre la base de estudios moleculares. Se bajó al nivel de  serie del género Banksia: Banksia serie Dryandra.
Son 94 especies de arbustos o pequeños árboles que se encuentran en el suroeste de Australia.

## Etimología
El género fue nombrado en honor del botánico Jonas Carlsson Dryander.
Estas especies son parasitadas por mariposas y en particular las orugas de la especie Carthaea saturnioides.